# (35217) 1994 VK1
1994 VK1 (asteroide 35217) é um asteroide da cintura principal. Possui uma excentricidade de 0.12332040 e uma inclinação de 3.83854º.
Este asteroide foi descoberto no dia 4 de novembro de 1994 por Takao Kobayashi em Oizumi.